# イスケンデル・ケバブ

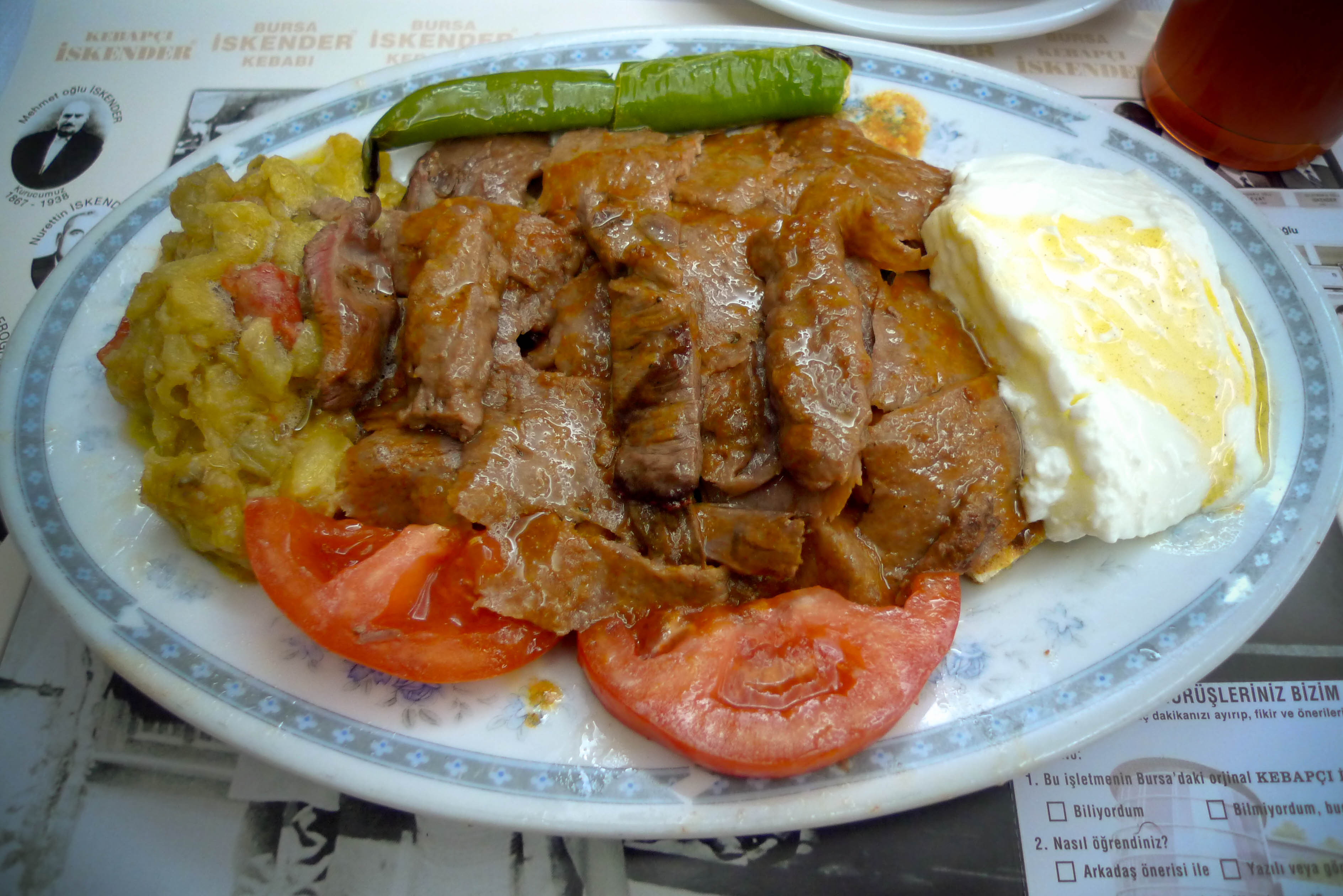
イスケンデル・ケバブの一例

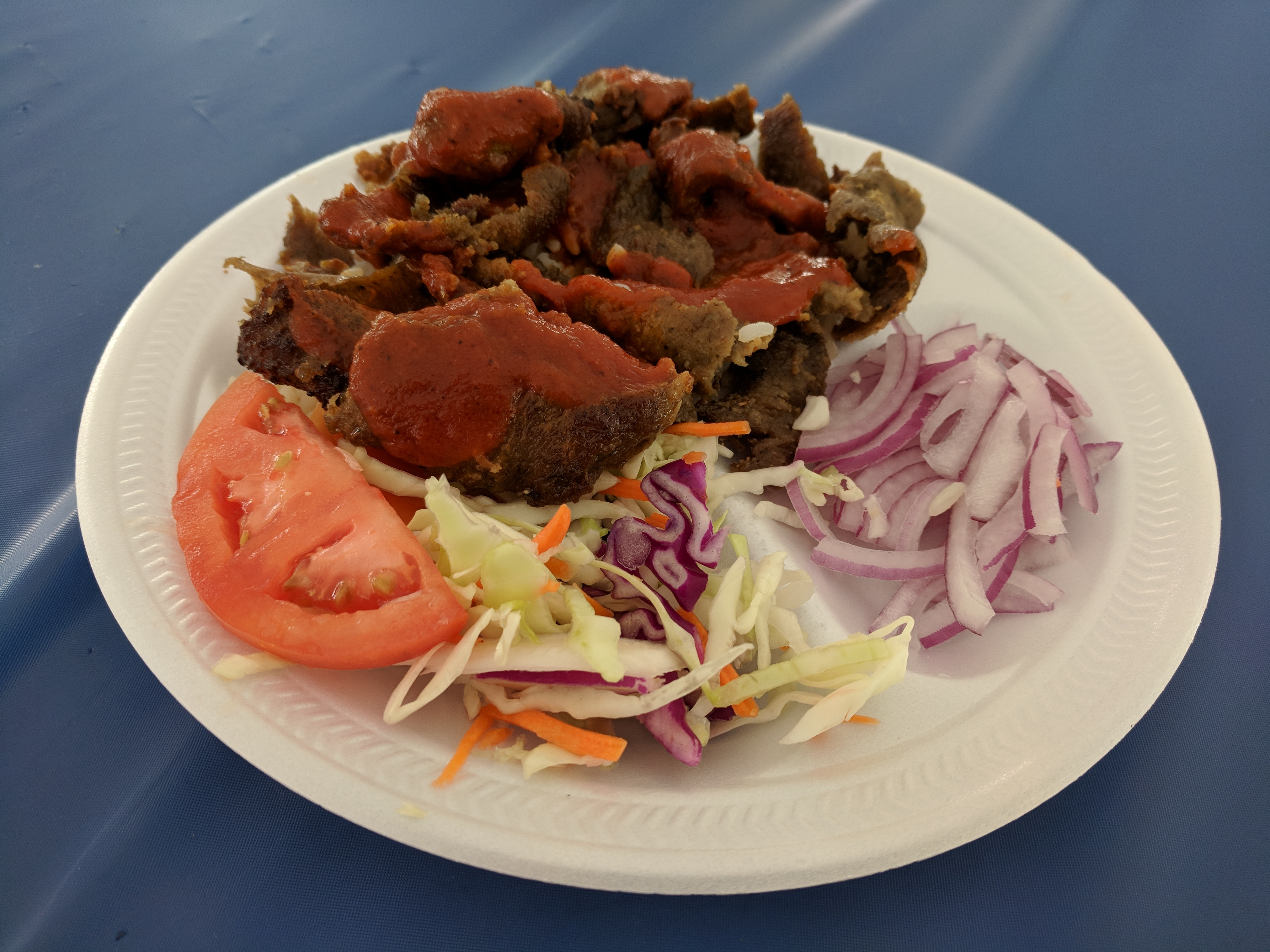
イスケンデル・ケバブの一例

イスケンデル・ケバブ（トルコ語: İskender kebap）は、トルコ料理の一種で、ブルサの名物料理。ブルサ・イスケンデル・ケバブともいう。一般的なイスケンデル・ケバブは、カットしたピデ（ピタ・パン）の上にあぶり焼きにした羊肉を乗せ、香辛料を効かせたトマトソースと溶かしバターをかけてヨーグルトを添えた料理である。ウルダー山で採れるタイムを食べて育った羊の肉で作るのが正式なイスケンデル・ケバブとされる。シラと呼ばれるぶどうジュースと共に食すのが正式な食べ方ともされる。

## 歴史
イスケンデル・ケバブは19世紀後半に、オスマン帝国の古都ブルサで考案された。「ケバブ」はトルコ語で焼肉を意味し、「イスケンデル」はこの料理を考案した職人の名前である。
本料理を考案した職人は、メフメトウル・イスケンデル・エフェンディ（Mehmetoğlu İskender Efendi）という名の料理人であり、イスケンデル・ウスタ（親方）とも呼ばれる。なお、エフェンディは尊称で、メフメトウルは「メフメトの息子」を意味し、イスケンデルはアレクサンドロス（ギリシア語）やアレグザンダー（英語）などと等価の名前である。イスケンデルは、子どもの頃に、焼肉の焼き串と炭火を垂直方向に立てる焼き方、すなわち「ドネル・ケバブ」を発明した（とブルサの人々に信じられている）人物でもある。
イスケンデル・ケバブの最初の一皿は1867年に作られたとされる。イスケンデルは、ウルダー山で採れるタイムを食べて育った羊の肉をチョイスし、いわゆるドネル方式により焼いて得た細切り肉を、角切りにしたピデ（ピタ・パン）の上に乗せ、香辛料を効かせたトマトソースと溶かしバターをかけた。イスケンデルはこれにヨーグルトを添え、全体にパセリを散らしてサーブしたところ、常連客から好評を得た。
イスケンデル・ウスタの名声はブルサ中に広まり、彼の考案したブルサ式ドネル・ケバブのレシピは、ブルサのみならずトルコ中に広まった。ブルサでは、イスケンデルから始まる師資相承の系譜を受け継いでいる料理人たちが「イスケンデロウル」（İskenderoğlu）、イスケンデルの息子と称し、彼のレシピを受け継いでいる。21世紀現在、ドネル・ケバブは全世界的な人気を博し、特にピタ・パンにはさんで食べるストリート・フードのケバブ・サンドが有名であるが、ブルサにおいて「ドネル・ケバブ」といえば、このイスケンデル・ケバブを指す。